# Pristimantis llojsintuta
Pristimantis llojsintuta är en groddjursart som först beskrevs av Köhler och Stefan Lötters 1999.  Pristimantis llojsintuta ingår i släktet Pristimantis och familjen Strabomantidae. IUCN kategoriserar arten globalt som livskraftig. Inga underarter finns listade i Catalogue of Life.